# Eupithecia punctata
Eupithecia punctata là một loài bướm đêm trong họ Geometridae.